# Municipio de Jackson (condado de Huntington)
El municipio de Jackson (en inglés: Jackson Township) es un municipio ubicado en el condado de Huntington en el estado estadounidense de Indiana. En el año 2010 tenía una población de 4043 habitantes y una densidad poblacional de 42,36 personas por km².

## Geografía
El municipio de Jackson se encuentra ubicado en las coordenadas 40°57′42″N 85°23′15″O / 40.96167, -85.38750. Según la Oficina del Censo de los Estados Unidos, el municipio tiene una superficie total de 95.44 km², de la cual 94,3 km² corresponden a tierra firme y (1,19 %) 1,14 km² es agua.

## Demografía
Según el censo de 2010, había 4043 personas residiendo en el municipio de Jackson. La densidad de población era de 42,36 hab./km². De los 4043 habitantes, el municipio de Jackson estaba compuesto por el 97,01 % blancos, el 0,45 % eran afroamericanos, el 0,15 % eran amerindios, el 0,45 % eran asiáticos, el 0,54 % eran de otras razas y el 1,41 % eran de una mezcla de razas. Del total de la población el 1,68 % eran hispanos o latinos de cualquier raza.